# Marigny-Brizay

Marigny-Brizay este o comună în departamentul Vienne, Franța. În 2009 avea o populație de 1,142 de locuitori.